# 全国保証機構
一般社団法人全国保証機構（ぜんこくほしょうきこう 英語: Country-wide Guarantee Organization）は、日本の一般社団法人である。

## 概要
保証制度の健全な発展と普及に努め、かつ国、地方公共団体が行う施策に協力し、社会に貢献することを目的とした保証機構である。

2021年6月9日に一般社団法人賃貸保証機構から法人名を変更。通称はCGO。

## 沿革
- 2009年11月 一般社団法人賃貸保証機構として設立。代表理事に宮地正剛が就任。 賃貸保証機構（LGO）は家賃債務保証の業界団体として、「賃貸住宅における入居者支援制度の確立」「自主ルールの確立」「セーフティネット制度の確立」に取り組んできた。
- 2021年 6月 一般社団法人全国保証機構に法人名を変更。代表理事に丸山輝が就任。 活動の範囲を家賃債務保証からあらゆる保証に拡大し、「賃貸保証」「医療費用保証」「介護費債務保証」「売掛金・売掛債権保証」「データベース事業」など様々なサービスに関わる保証制度の健全な発展と普及に努めている。

## 組織[3]
- 理事長：丸山輝
- 理事：秋山祐二
- 理事：田邊裕典
- 理事：月川慶一
- 理事：鹿島一郎
- 理事：小畑茂樹
- 監事：中山和人